# Mindja
Mindja (bułg. Миндя) – wieś w Bułgarii, w obwodzie Wielkie Tyrnowo, w gminie Wielkie Tyrnowo. W 2024 roku liczyła 291 mieszkańców.